# Arthur Marshall (Ingenieur)
Sir Arthur Gregory George Marshall, OBE (* 4. Dezember 1903 in Cambridge, England; † 16. März 2007 in Linton, Cambridgeshire) war ein britischer Flugzeugkonstrukteur, Fluglehrer und Testpilot. Von 1942 bis 1989 war er Vorstandsvorsitzender der Marshall Aerospace in Cambridge. Von 1969 bis 1970 war er zudem High Sheriff of Cambridgeshire and Isle of Ely.

## Frühes Leben
Arthur Marshall wurde 1903 in Cambridge, England als ältestes der acht Kinder von David Gregory Marshall und dessen Frau Maud Edmunds (geb. Wing) geboren.
Er ging zunächst zur The Perse School in Cambridge, daran anschließend zur Tonbridge School in Kent.
Arthur Marshalls Vater hatte im Alter von 14 als Küchenjunge am Trinity College der Universität Cambridge angefangen, wurde dann Steward im so genannten Pitt Club dieser Universität. 1909 gründete er eine kleine Autowerkstatt mit Autoverleih – die Brunswick Motor Car Company.
Als 1914 der Erste Weltkrieg ausbrach, befürchtete David Marshall, dass dieser Name für Engländer zu deutsch klang, Aversionen hervorrufen würde, und taufte den kleinen Betrieb in Marshall’s Garage um.
Arthur Marshalls Begeisterung für die Fliegerei wurde geweckt, als sein Vater aus dem Krieg heimkehrte mit einem Handley-Page Bomber „im Gepäck“, den er für eine geringfügige Summe erworben hatte, und das Flugzeug auf dem Grundstück seines Betriebes – den er in „Aviation Hall“ („Luftfahrt-Halle“) umbenannte – aufstellte.
1919 unternahm Arthur zusammen mit seinem Vater seinen allerersten Flug – einen Rundflug über Brighton – in einer Fairey III A.
Danach war für David Marshall klar, wo die Zukunft seines kleinen Betriebes lag.
Arthur ging mittlerweile zur Tonbridge School, wechselte danach zum Jesus College in Cambridge, wo er neben guten Schulnoten auch durch seine Fähigkeiten als Leichtathlet glänzte. 1924 war er Mitglied des britischen Teams für die Olympischen Spiele in Paris, wurde als Ersatzmann der 4-mal-400-Meter-Staffel aber nicht eingesetzt.
Er machte seinen Abschluss als Ingenieur mit Auszeichnung und trat im Jahre 1926 in den elterlichen Betrieb ein.
1928 erlernte Arthur Marshall im Norwich and Norfolk Flying Club die Fliegerei.
Wenig später kaufte er sich für £ 740 eine De Havilland Gipsy Moth, legte neben dem elterlichen Betrieb eine kleine Start- und Landebahn an, übernahm mit seinem Flieger Kurieraufträge.
Nachdem er 1931 bei der Guild of Air Pilots nach nur 70 Flugstunden die Prüfung als Fluglehrer abgelegt hatte, begann er Flugunterricht zu erteilen. Unter seinen Schülern waren unter anderem die späteren Testpiloten Bill Humble und H.G. Barrington.
Im selben Jahr heiratete er Rosemary Dimsdale († 24. Juni 1988) (Tochter des 6th Lord Dimsdale). Das Paar bekam zwei Söhne und eine Tochter – Michael, David und Judy.
Mit seinem Vater David kaufte Arthur Marshall dann die Landfläche, auf der sich auch gegenwärtig noch der Cambridge Airport befindet und sie gründeten gemeinsam Marshall Aerospace.

## DasMarshall Ab-Initio Flying Instructor Scheme
Während des Zweiten Weltkriegs fiel Arthur Marshall eine Schlüsselrolle bei der Ausbildung der Royal-Air-Force-Piloten zu.
Bis zum Beginn des Zweiten Weltkriegs nahm die Ausbildung der Royal Air Force-Piloten sehr viel Zeit in Anspruch:
Die Piloten-Anwärter absolvierten zunächst einen Grundkurs, gefolgt von einem Aufbau-Kurs. Danach wurden sie in einer Flieger-Staffel eingesetzt, wo sie Erfahrung sammeln sollten. Nach vier bis fünf Jahren in solch einer Fliegerstaffel – die meisten waren zu dieser Zeit bereits 25 bis 27 Jahre alt – wurden dann diejenigen herausgefiltert, von denen man annehmen konnte, dass sie als Ausbilder für Piloten geeignet waren. Diese wurden in einen Kurs für Piloten-Ausbilder an der RAF Central Flying School geschickt.
Im Hinblick auf die Luftschlacht um England bedeutete diese langwierige Ausbildung, dass die dringend benötigten Ausbilder für Piloten der Bomber- und Jagdflugzeuge nicht in ausreichendem Maße zur Verfügung standen.
Bereits im Jahre 1937 hatte Arthur Marshall in Cambridge die „No.22 Elementary & Reserve Flying Training School“ (22 E&RFTS) gegründet und ein Ausbildungs-Programm – das so genannte Ab-Initio Flying Instructor Scheme (zu übersetzen etwa mit Einführungsprogramm für Piloten-Ausbilder) – entwickelt.
Ein Programm, das die bisherige, langwierige Ausbildung der RAF-Piloten völlig umkrempeln sollte.
In der von Marshall entwickelten Intensiv-Ausbildung durchliefen junge Männer ab 18 ein Grund- und Aufbau-Flug-Training sowie einen darauf aufbauenden Kurs zum Piloten-Ausbilder in nicht mehr als 175 Flug-Stunden.
Danach wechselten sie zur Central Flying School der Royal Air Force (RAF), die sie – nach weiterem Training – als fortgeschrittene Piloten-Ausbilder wieder verließen.
Dies war für die RAF von durchschlagender Bedeutung:
Die Ausbildung eines voll qualifizierten Piloten-Ausbilders wurde drastisch verkürzt und konnte jetzt in nurmehr drei bis vier Monaten erfolgen.
Unter dem Eindruck des Zusammenbruchs Frankreichs und des erwarteten deutschen Angriffs auf England führte die Royal Air Force Ende 1940 das „Marshall scheme“ als Standard für die Ausbildung ihrer Piloten ein.
Im Verlauf des Zweiten Weltkriegs wurden von Arthur Marshall und seinem Team rund 20.000 RAF-Piloten ausgebildet – unter ihnen zahlreiche Flieger-Asse wie etwa Johnnie Johnson, der im Verlauf des Krieges 38 deutsche Flugzeuge abschoss, oder Leonard Cheshire, der über 100 Bombereinsätze über Deutschland flog.
Für seine Verdienste wurde Arthur Marshall 1948 als Officer des Order of the British Empire ausgezeichnet und 1974 als Knight Bachelor („Sir“) geadelt.
Sein tägliches Arbeitspensum war legendär. Bis zu seinem Rückzug aus dem aktiven Geschäftsleben im Jahre 1989, im Alter von 86, arbeitete er immer noch jeden Tag, rund 65 Stunden pro Woche.
1993, im Alter von 90 Jahren, veröffentlichte er seine Autobiographie The Marshall Story – a Century of Wheels and Wings.
Seinen Pilotenschein hielt er durchgehend von 1928 bis 1988. Und auch da verfiel die Lizenz nur aus dem Grund, weil Marshall zu beschäftigt war, um die für die Aufrechterhaltung erforderlichen Flugstunden zu absolvieren.